# Cacareco
Cacareco (1954–1962) byla samice nosorožce dvourohého, která se proslavila tím, že v roce 1958 ve volbách do městského zastupitelstva v São Paulu obdržela kolem 100 000 hlasů.
Cacareco se narodila v roce 1954 v zoo v Riu de Janeiru (Jardim Zoológico do Rio de Janeiro). V roce 1958 byla na tři měsíce zapůjčena do nově vzniklé zoo v São Paulu, u příležitosti jejího otevření. V téže době v São Paulu probíhaly přípravy na místní volby. Novinář Itaboraí Martins, znechucený úrovní uchazečů, navrhl Cacareco jako dalšího kandidáta. Volební komise oficiálně kandidaturu neakceptovala, přesto Cacareco ve volbách, poznamenaných nízkou volební účastí, získala kolem 100 000 hlasů, více než kterýkoli jiný kandidující subjekt. Pojem "voto Cacareco" ("hlas pro Cacareco") je v Brazílii dodnes používán pro označení protestního hlasu.
Cacareco se vrátila do zoo v Riu dva dny před výše zmíněnými volbami. V roce 1962 byla krátce zapůjčena do zoo v Porto Alegre. Týž rok pak zemřela.